# Superpuchar Rumunii w piłce siatkowej mężczyzn (2017)
Superpuchar Rumunii w piłce siatkowej mężczyzn 2017 – pierwsza edycja rozgrywek o Superpuchar Rumunii rozegrana 30 września 2017 roku w Sala Sporturilor Olimpia w Ploeszti. W meczu o Superpuchar udział wzięły dwa kluby: mistrz Rumunii w sezonie 2016/2017 – ACS Volei Municipal Zalău oraz zdobywca Pucharu Rumunii 2017 – CS Arcada Galați.
Pierwszym zdobywcą Superpucharu Rumunii został klub CS Arcada Galați.

## Drużyny uczestniczące
| Drużyna                   | Osiągnięcia w sezonie 2016/17 |
| ------------------------- | ----------------------------- |
| ACS Volei Municipal Zalău | mistrzostwo Rumunii           |
| CS Arcada Galați          | zdobycie Pucharu Rumunii      |

## Mecz
Sobota, 30 września 2017 – 17:00 (UTC+2) • Sala Sporturilor Olimpia, Ploeszti
Widzów: 200
Czas trwania meczu: 128 minut
Sędziowie: Bogdan Stoica i Darius Meșca
| ACS Volei Municipal Zalău | 1:3                                 | CS Arcada Galați        |
| Paweł Adamajtis 14 pkt    | (25:17, 24:26, 24:26, 21:25) raport | Nikola Kovačević 16 pkt |

| Poz.                 | Nr | Zawodnik           | 1        | 2          | 3          | 4           | 5 | Pkt |
| -------------------- | -- | ------------------ | -------- | ---------- | ---------- | ----------- | - | --- |
| P                    | 3  | Leonardo Dal Bosco | 7 cztery | 7 cztery   | 7 cztery   | 7 cztery    |   | 12  |
| Ś                    | 5  | Răzvan Mihalcea    | 5 dwa    | 5 dwa      | 5 dwa      | 4 pusty     |   | 9   |
| P                    | 7  | Rareș Bălean       | 4 jeden  | 4 jeden    | 4 jeden    | 4 pusty     |   | 10  |
| Ś                    | 11 | Vlad Cuciureanu    | 8 pięć   | 8 pięć     | 8 pięć     | 8 pięć      |   | 8   |
| R                    | 13 | Dobromir Dimitrow  | 9 sześć  | 9 sześć    | 9 sześć    | 9 sześć     |   | 4   |
| A                    | 16 | Paweł Adamajtis    | 6 trzy   | 6 trzy     | 6 trzy     | 6 trzy      |   | 14  |
| L                    | 17 | Adrian Feher       | L        | L          | L          | L           |   |     |
| Zmiany               |    |                    |          |            |            |             |   |     |
| A                    | 1  | Mihai Tarța        |          |            |            | 25 zmiana16 |   |     |
| P                    | 6  | Filip Stoilović    |          | 16 zmiana7 | 16 zmiana7 | 4 jeden     |   | 8   |
| Ś                    | 8  | Mihai Gheorghiță   |          |            | 14 zmiana5 | 5 dwa       |   | 5   |
| Nie weszli na boisko |    |                    |          |            |            |             |   |     |
| P                    | 9  | Cornel Miron       |          |            |            | 4 pusty     |   |     |
| R                    | 10 | Filip Constantin   |          |            |            | 4 pusty     |   |     |
| Ś                    | 12 | Paul Șomoi         |          |            |            | 4 pusty     |   |     |
| L                    | 15 | Pyłyp Harmasz      |          |            |            | 4 pusty     |   |     |
| Trener               |    |                    |          |            |            |             |   |     |
| Marian Constantin    |    |                    |          |            |            |             |   |     |

| Poz.                 | Nr | Zawodnik               | 1           | 2           | 3           | 4           | 5 | Pkt |
| -------------------- | -- | ---------------------- | ----------- | ----------- | ----------- | ----------- | - | --- |
| R                    | 7  | Dimitris Filipow       | 7 cztery    |             |             | 4 pusty     |   |     |
| P                    | 8  | Nikola Kovačević       | 5 dwa       | 4 jeden     | 5 dwa       | 4 jeden     |   | 16  |
| P                    | 12 | Marian Bala            | 8 pięć      | 7 cztery    |             | 4 pusty     |   | 6   |
| Ś                    | 13 | Lucas Rangel           | 9 sześć     | 8 pięć      | 9 sześć     | 8 pięć      |   | 9   |
| A                    | 14 | Adrian Radu Gontariu   | 4 jeden     | 9 sześć     | 4 jeden     | 4 pusty     |   | 14  |
| Ś                    | 19 | Andrei Spînu           | 6 trzy      | 5 dwa       | 6 trzy      | 5 dwa       |   | 10  |
| L                    | 17 | Neven Majstorović      | L           | L           | L           | L           |   |     |
| Zmiany               |    |                        |             |             |             |             |   |     |
| Ś                    | 5  | Luka Šuljagić          |             |             | 20 zmiana11 | 4 pusty     |   |     |
| P                    | 10 | Șerban Pașcan          |             | 21 zmiana12 | 8 pięć      | 7 cztery    |   | 6   |
| R                    | 11 | Filip Despotowski      | 16 zmiana7  | 6 trzy      | 7 cztery    | 6 trzy      |   | 3   |
| P                    | 15 | Liviu Cristudor        | 21 zmiana12 |             | 19 zmiana10 | 19 zmiana10 |   |     |
| A                    | 16 | Żani Żelazkow          |             |             | 23 zmiana14 | 9 sześć     |   | 5   |
| L                    | 3  | Silviu Grigoraș        | L           |             |             | 4 pusty     |   |     |
| Nie weszli na boisko |    |                        |             |             |             |             |   |     |
| P                    | 2  | Alexandru-George Zahar |             |             |             | 4 pusty     |   |     |
| Trener               |    |                        |             |             |             |             |   |     |
| Nikołaj Żeljazkow    |    |                        |             |             |             |             |   |     |

## Statystyki meczowe
| ZAL | STATYSTYKI        | GAL |
| 94  | MAŁE PUNKTY       | 94  |
| 47  | ATAK              | 46  |
| 17  | BLOK              | 17  |
| 6   | SERWIS            | 6   |
| 24  | BŁĘDY PRZECIWNIKA | 25  |

## Wyjściowe ustawienie drużyn
| Bălean Mihalcea Adamajtis Dal Bosco Cuciureanu Dimitrow Feher Gontariu Kovačević Spînu Filipow Bala Ferreira Rangel Majstorović |